# فقدت الحافلة السحرية في الغلاف الجوي
يتعلم فصل السيدة «فريز» عن النظام الشمسي، وقد انضمت اليهم «جانيت» ابنة عم ارنولد، قررت فريز اصطحاب الأطفال في رحلة ميدانية إلى القبة السماوية، ولكن بمجرد وصولهم إلى هناك وجدوها مغلقة للصيانة، في طريق العودة إلى المدرسة تضغط السيدة «فريز» على الزر الذي يجعل الحافلة تتحول إلى صاروخ وتنطلق في الفضاء الخارجي، وبمجرد وصولهم إلى هناك تطير الحافلة إلى القمر حيث الجاذبية اقل، ثم تأخذهم السيدة «فريز» إلى الشمس ثم عطارد والزهرة والمريخ، وتطير فيما بعد في حزام الكويكبات.
تتضرر أحد الأضواء الخلفية للحافلة بسبب كويكب صغير وتطير «فريز» إلى الخارج لإصلاحه باستخدام مربط، ولكن كسر المربط وعلقت السيدة «فريز» في حزام الكويكبات.
تنظر «جانيت» في اغراض السيدة«فريز» وتجد كتاب درس لها، هذا الكتاب يوثق المعلومات التي من المفترض ان تخبرها السيدة فريز للأطفال اثناء الرحلة الميدانية.
تقرأ جانيت الكتاب ثم تجد تعليمات الطيار الالي الذي امكنهم من العودة إلى حزام الكويكبات وانقاذ السيدة «فريز».
بعد ان انقذوا معلمتهم وعادوا إلى الأرض قام الأطفال بإخبار العديد من البالغين عن رحلتهم، لكن للاسف لا يصدقونهم معتقدين انه مجرد خيال أو نوع من الالعاب التي يلعبونها مع أصدقائهم.